# Stibaera costiplaga
Stibaera costiplaga là một loài bướm đêm trong họ Noctuidae.